# Шёнбруннский пейзаж
«Шёнбруннский пейзаж» («Шёнбруннский ландшафт», «Парк во дворце Шёнбрунн», нем. Schönbrunner Landschaft) — картина австрийского художника Густава Климта, датируемая 1916 годом. пейзаж с изображением фонтана «Нептун» в нижней части дворцового парка в Шёнбрунне является единственным изображением Вены в творчестве художника.
Климт хорошо знал это место в Шёнбрунне: каждое утро он проходил мимо фонтана по пути в мастерскую на Фельдмюльгассе после завтрака с друзьями и коллегами в Тиволи. Выбранный художником вид заставляет зрителя присесть или пригнуться, чтобы оказаться затянутым в зеркальную гладь доминирующего на картине водоёма с отражающейся в нём листвой, выписанной богатой палитрой зелёных тонов. Своеобразную театральную сцену-коробку для фонтана образуют слева уходящая вглубь зелёная изгородь с выделяющейся плакучей ивой и окружённые кустарником парковые аллеи с редкими гуляющими на заднем плане. Изображение людей — другая отличительная черта картины: Климт обычно избегал изображения людей на пейзажах. По манере исполнения и деликатной, притушенной цветовой палитре «Шёнбруннский пейзаж» резко отличается от многочисленных летних пейзажей, написанных художником на Аттерзе в последние годы жизни. В нём художнику также удалось создать необычный для его творчества образец живописи со сложной пространственной композицией и обилием цветовых поверхностей.
Пейзаж находится в частной коллекции в Штирии и изредка участвует в выставках. Дед собственника приобрёл картину лично у Густава Климта. Художник запросил изначально 8 тыс. крон, но позднее был готов уступить в цене 10 % или включить в сделку несколько рисунков.